# 김일성종합대학출판사
김일성종합대학출판사는 조선민주주의인민공화국의 대학에서 운영하고 있는 대학 출판사이다.

## 설명
김일성종합대학출판사는 1953년에 전쟁이 끝나고, 복구하던 시기에 설립된 출판사로 조선민주주의인민공화국의 대학 출판사 중에서 가장 큰 규모이다.
이 출판사는 《김일성종합대학》이라고 하는 '대학신문'과, 《김일성종합대학학보》(어문학, 사회과학, 이과)라고 하는 학보를 발간하고 있다.
이 출판사에서는 또한 본교의 학생들이 배우는 교과서와 참고서를 발간하고 있다.
2014년에 개설된 김일성종합대학의 대외용홈페이지에서는 본교의 학생들이 펴낸 학보들이 게시판에 게시해 놓았다.
조선중앙방송이 2004년 6월에 소개한 뉴스에 따르면, 이 출판사가 조선왕조 때 간행된 역사책들을 영인본으로 다시 제작했다고 전했다.